# Believe (Disturbed)
Believe je drugi album američkog nu metal sastava Disturbed. Snimljen je u proljeće 2002. u razdoblju od 6 tjedana. U SAD-u je objavljen 17. rujna 2002.
Album je objavljen i u limitiranoj ediciji s DVD-om i specijalnim omotom.

## Popis pjesama
1. "Prayer" (3:41)
2. "Liberate" (3:30)
3. "Awaken" (4:30)
4. "Believe" (4:27)
5. "Remember" (4:12)
6. "Intoxication" (3:14)
7. "Rise" (3:57)
8. "Mistress" (3:46)
9. "Breathe" (4:21)
10. "Bound" (3:53)
11. "Devour" (3:53)
12. "Darkness" (3:58)

## Top liste

### Album
| Godina | Album   | Top lista              | Mjesto |
| ------ | ------- | ---------------------- | ------ |
| 2002   | Believe | The Billboard 200      | 1      |
| 2002   | Believe | Top Canadian Albums    | 2      |
| 2002   | Believe | Top Internet Albums    | 1      |
| 2002   | Believe | Top UK Albums          | 41     |
| 2002   | Believe | Top Australian Albums  | 33     |
| 2002   | Believe | Top New Zealand Albums | 1      |

### Singlovi
| Godina | Skladba  | Top lista              | Mjesto |
| ------ | -------- | ---------------------- | ------ |
| 2002   | Prayer   | Mainstream Rock Tracks | 3      |
| 2002   | Prayer   | Modern Rock Tracks     | 3      |
| 2002   | Prayer   | The Billboard Hot 100  | 58     |
| 2002   | Prayer   | Canadian Singles Chart | 14     |
| 2002   | Prayer   | UK Singles Chart       | 31     |
| 2002   | Remember | Mainstream Rock Tracks | 6      |
| 2002   | Remember | Modern Rock Tracks     | 22     |
| 2002   | Remember | UK Singles Chart       | 56     |
| 2003   | Liberate | Mainstream Rock Tracks | 4      |
| 2003   | Liberate | Modern Rock Tracks     | 22     |